# Chrysopa festana
Chrysopa festana är en insektsart som beskrevs av Navás 1932. Chrysopa festana ingår i släktet Chrysopa och familjen guldögonsländor. Inga underarter finns listade i Catalogue of Life.